# Fiume
Svobodný stát Fiume (italsky Stato libero di Fiume; maďarsky Fiumei Szabad Állam; chorvatsky Slobodna Država Rijeka) byl nezávislý stát, který existoval v letech 1920 až 1924. Zahrnoval území stejnojmenného města, které se od roku 1947 jmenuje Rijeka, zemědělsky obhospodařované území severně od něj a koridor na západě, který území spojoval s Itálií.

## Dějiny

### Autonomie
Město dosáhlo autonomie poprvé v roce 1719, když bylo vyhlášeno jako svobodný přístav Svaté říše římské. Příslušný dekret vydal císař Karel VI. V roce 1776 během panování Marie Terezie bylo město odděleno od habsburských dědičných zemí a převedeno pod Královské Uhersko.

### Corpus separatum
V roce 1779 obdrželo město výnosem královny status corpus separatum v rámci Královského Uherska. Autonomii dvakrát na čas ztratilo; podruhé za revoluce v roce 1848 po okupaci chorvatským bánem Josipem Jelačićem, kdy přístav vídeňský dvůr jako odměnu za pomoc s potlačením maďarského povstání včlenil přímo do Chorvatského království.
Po rakousko-uherském vyrovnání následovalo (1868) i „menší vyrovnání“ uhersko-chorvatské, které více posílilo chorvatsko-slavonskou autonomii v rámci Uherské koruny, ale otázku příslušnosti Fiume (z nějž se opět stalo corpus separatum) nechalo otevřenou. Maďarští politici trvali na tom, že bohatý a důležitý přístav, vlastně jediný hodnotný pro maďarské jádro Uher i vůbec pro celé Zalitavsko (srovnej roli Terstu pro Předlitavsko), náleží přímo pod správu Koruny, kdežto chorvatští politici si jej nárokovali pod svou autonomní správu – Dalmácie s dobrými přístavy (Split, Dubrovník, Boka Kotorská) totiž byla ponechána v Předlitavsku a Chorvatsko tak v podstatě též nemělo obchodně využitelný přístup k moři. Tento prestižní státoprávní maďarsko-chorvatský spor nebyl až do rozpadu monarchie uspokojivě vyřešen.

### Mezidobí po 1. světové válce

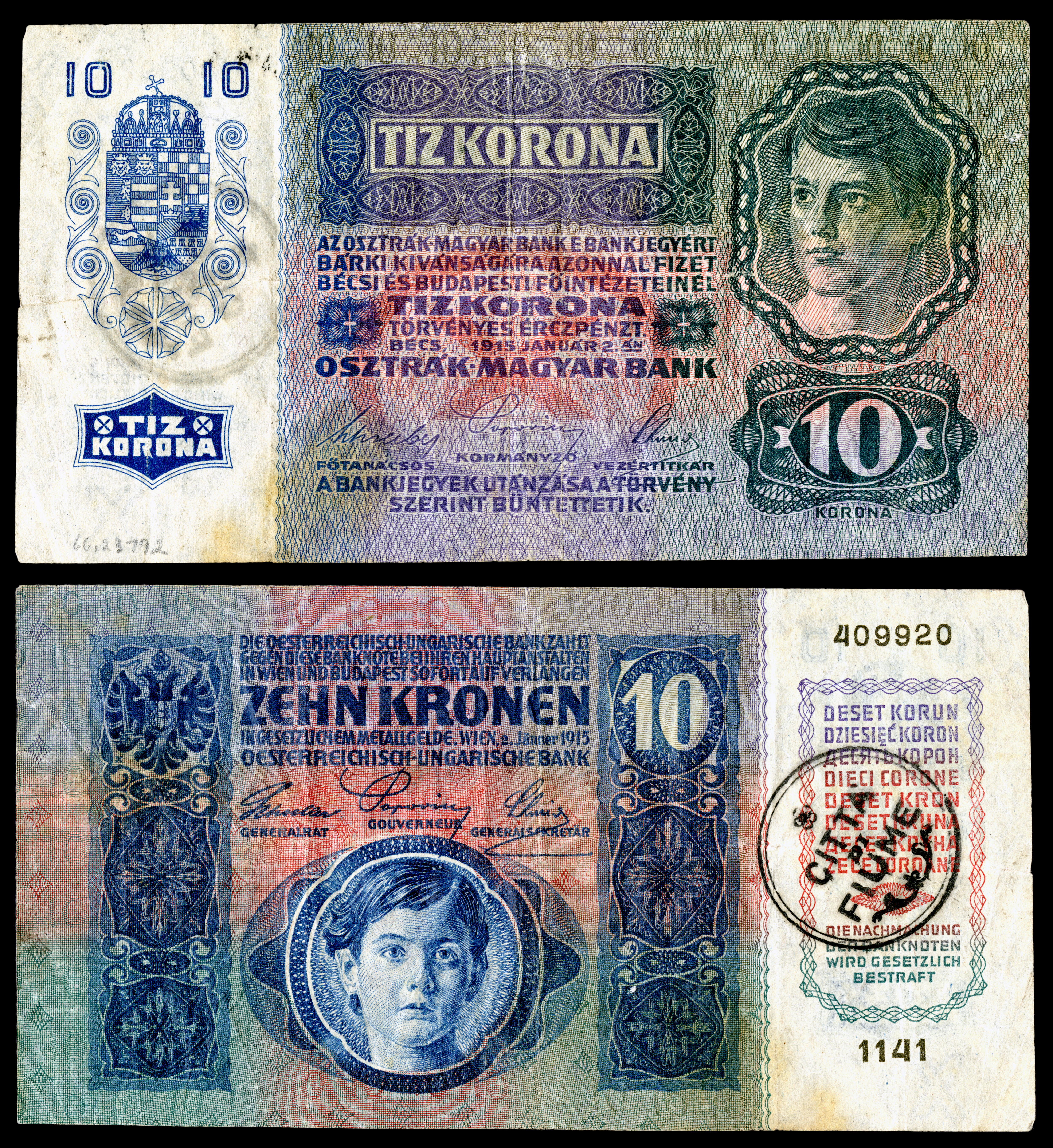
Fiumská koruna

Po 1. světové válce a rozpadu Rakousko-Uherska se otázka budoucího statusu Fiume stala velkým mezinárodním problémem. Polemika na nejvyšší úrovni mezi Královstvím Srbů, Chorvatů a Slovinců a Italským královstvím vedla k tomu, že velmoci začaly obhajovat vytvoření nárazníkového státu. Americký prezident Woodrow Wilson se stal soudcem tohoto italsko-jugoslávského sporu. Navrhl z Fiume vytvořit nezávislý stát, který by mohl být sídlem Společnosti národů. Polemika vedla k protiprávnostem na území města, jehož správa střídavě přecházela mezi jugoslávskými a italskými výbory. Nakonec to vedlo k vylodění britských a francouzských sil. Italský správní výbor přetiskl rakouskouherské bankovky a začal nově vzniklou fiumskou korunu používat jako oficiální měnu. Konfliktní situace vyvrcholila vstupem italského básníka Gabriele D'Annunzia do města 12. září 1919, čímž začalo 15 měsíců okupace. Po roce neúspěšných vyjednávání s italskou vládou D'Annunzio vyhlásil Italské regentství Carnaro.

### Rapallská smlouva
Nevyjasněné otázky, které vyvstaly po 1. světové válce mezi Královstvím Srbů, Chorvatů a Slovinců a Italským královstvím vyřešil podpis Rapallské smlouvy, ve které se oba státy zavázaly k uznání kompletní svobody a nezávislosti pro stát Fiume navždy. Tento stát pak po roce existence de facto jako Italské regentství Carnaro existoval následující čtyři roky de iure. Po podpisu Rapallské smlouvy nezávislé Fiume ihned uznaly USA, Francie a Spojené království. D'Annunzio odmítl Rapallskou smlouvu uznat a vyhlásil Itálii válku. Po ostřelování města italskou armádou během „krvavých Vánoc“ 24. až 30. prosince 1920 se však vzdal a byl z města vypovězen.

## Politika

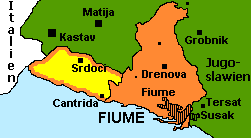
Svobodný stát Fiume s městy

V dubnu 1921 voliči schválili plán pro nezávislý stát a konsorcium pro fungování přístavu. První parlamentní volby byly ve znamení souboje Autonomní strany a proitalského Národního bloku. Autonomisté podporovaní hlasy většiny Chorvatů získali 6558 hlasů, zatímco Národní blok sestávající z Fašistické, Liberální a Demokratické strany jen 3443 hlasů. Představitel Autonomní strany Riccardo Zanella se stal prezidentem. Vláda nad státem se však často měnila.
Po odchodu sil D'Annunzia italský národní výbor ve Fiume převzal kontrolu nad městem a ustanovil prozatímní vládu. Dohoda s místním italským velitelem stanovila předání řízení armádě k 18. lednu 1921, avšak to trvalo jen tři dny, než vypukly nepokoje. Následně ustanovená mimořádná vláda vydržela dva dny. V červnu 1921 oznámil italský královský komisař, že řízení z jeho strany potrvá už jen dva týdny. Poté skupina loajální D'Annunziovi obsadila část města do srpna, kdy byla vytlačena. V říjnu byl autonomista Riccardo Zanella konečně ustanoven prozatímním prezidentem.
V listopadu 1921 byla založena Komunistická strana Fiume, která byla nejmenší komunistickou stranou na světě. Byla založena na principech 3. internacionály, podle nichž měl mít každý nezávislý stát svou komunistickou stranu.
Vláda Zanelly nad městem skončila 3. března 1922, kdy provedli italští fašisté státní převrat a zákonná vláda se uchýlila do exilu v Kraljevici. 6. března byla italská vláda požádána o pomoc a opětovné nastolení pořádku a 17. března italské síly vstoupily do města. Vláda se vrátila do rukou menšiny loajální s italskými okupanty. Druhým prezidentem Fiume se tak stal od 22. března 1922 Giovanni Giurati a ve funkci vydržel až do 16. září 1923, kdy byl úřad prezidenta Fiume zrušen. Nahradil ho úřad vojenského guvernéra a ten zaujal generál Gaetano Giardino. V lednu 1924 podepsaly Království SHS a Italské království Římskou smlouvu, která dala souhlas s anexí Fiume Itálií s výjimkou přístavu Sušak, který byl přidělen Jihoslovanům. Smlouva vstoupila v platnost 16. března t. r., nicméně už 22. února bylo město obsazeno italskými vojsky. Exilová vláda Římskou smlouvu nikdy neuznala, protože byla podle ní v rozporu s mezinárodním právem a nadále pokračovala ve svých aktivitách.

### Důsledky
Po kapitulaci Itálie ve 2. světové válce se téma Fiume opět vynořilo. V roce 1944 skupina občanů vytvořila memorandum na znovuobnovení Liburnie, což bylo pojmenování regionu v antickém období. Mělo se jednat o konfederaci tří kantonů: Fiume, Sušaku a Ilyrské Bystrice. Ostrovy Krk, Cres a Lošinj měly mít rovněž možnost se připojit. Zároveň se bývalý prezident Riccardo Zanella stále pokoušel obnovit nezávislý stát. Vedení Jugoslávie, které mělo nad městem faktickou kontrolu od 3. května 1945 po ukončení německé okupace, však mělo jiné záměry. Vůdci autonomistů Nevio Skull, Mario Blasich a Sergio Sincich byli zavražděni a Fiume pod jménem Rijeka stejně jako celý poloostrov Istrie se stal součástí Jugoslávie. Od roku 1991 je pak součástí Chorvatska. Riccardo Zanella zemřel v roce 1959 v exilu v Římě.

## Obyvatelstvo
V 19. století bylo město osídleno převážně Italy, přičemž v menšině byli zastoupeni Chorvaté, Maďaři a další národnosti. Přiřazení k jednotlivým národům se měnilo od sčítání ke sčítání, přičemž národnost byla definovaná nejčastěji na základě jazyka, kterým daní obyvatelé města a okolí mluvili. Speciální status města a jeho poloha mezi různými státy a kulturami vytvořily místní specifickou městskou identitu, odlišnou od okolní slovanské populace.

## Jazyky
Oficiálními jazyky byly italština, maďarština a němčina. Většina obchodní korespondence byla vedena v italštině. Většina městských rodin mluvila místním dialektem, v němž se prolínala benátština s příměsí slov z chorvatštiny. Na venkově se mluvilo chorvatským dialektem čakavštinou s příměsí italských a benátských slov.

## Poštovní známky

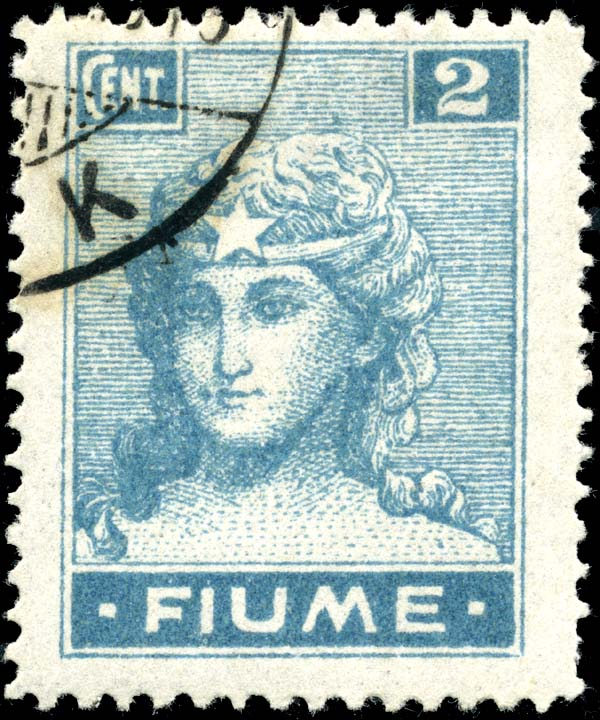
poštovní známka z roku 1919

Od roku 1918 vycházely poštovní známky pro Fiume. Nejprve se jednalo o přetisky na maďarských známkách a později o definitivní známky označené „Fiume“. Celkem vyšlo 195 známek a navíc 30 známek služebních. Na známkách jsou státně propagační náměty a vycházejí z italského vzoru. Emise navržené podle Guida Marussiga a Gabriele D'Annunzia mají zajímavá výtvarná řešení. V roce 1924 je nahradily poštovní známky Itálie. V roce 1942 po obsazení Sušaku italskými vojsky vyšlo 21 přetisků na jugoslávských známkách označených „Zona Occupata Fiumano Kupa“, které se v katalozích vyskytují, jejichž poštovní funkce je však pochybná. V roce 1945 po obsazení města jugoslávskou armádou vyšla emise italských známek s přetiskem „Fiume/Rijeka“.